# 1986 en Colombie-Britannique
Chronologie de la Colombie-Britannique
- 1982
- 1983
- 1984
- 1985
- 1986
- 1987
- 1988
- 1989
- 1990

Cette page concerne des événements qui se sont produits durant l'année 1986 dans la province canadienne de Colombie-Britannique.

## Politique
- Premier ministre : Bill Bennett puis William Vander Zalm
- Chef de l'Opposition : Robert Skelly du Nouveau Parti démocratique de la Colombie-Britannique
- Lieutenant-gouverneur : Robert Gordon Rogers
- Législature :

## Événements

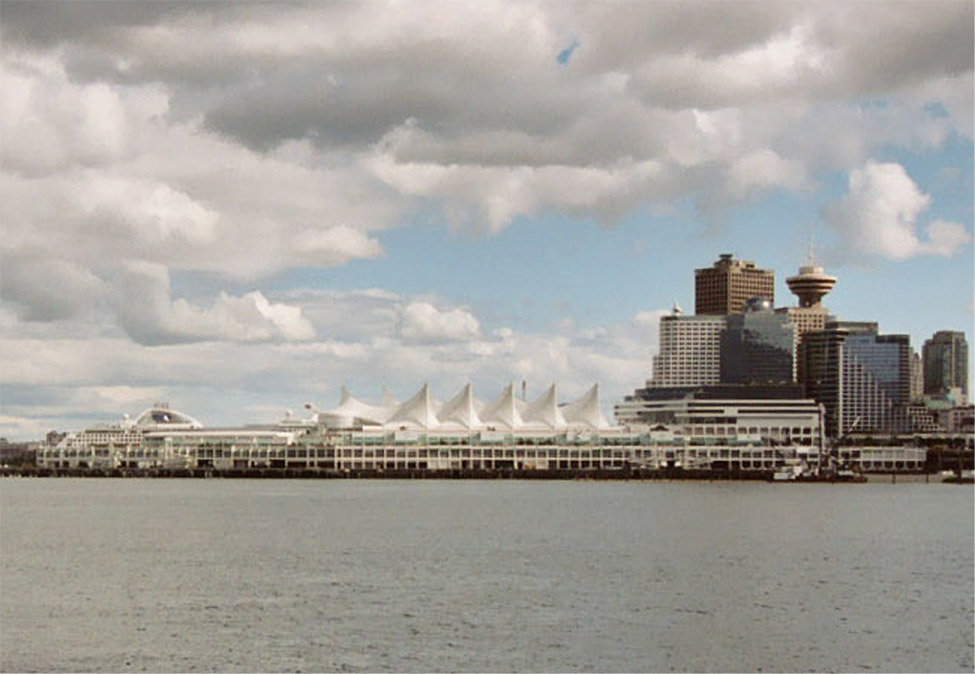
Canada Place.

- Le SkyTrain, le BC Place Stadium,  le Science World, Canada Place et la Plaza of Nations, furent construits pour l'Exposition spécialisée de 1986. Exposition internationale. Cet évènement international important fut le dernier tenu en Amérique du Nord et considéré comme un succès, avec 22.111.578 visites[1].
- Mise en service du pont Alex Fraser, pont routier suspendu métallique enjambant le fleuve Fraser entre le sud de l'île Annacis et la rive sud du fleuve à Delta[2].
- Achèvement des travaux du Ladner Creek Bridge, pont routier multipoutre mixte acier/béton qui franchit Ladner Creek. Sa longueur totale est de 254 mètres[3].
- 2 mai : achèvement à Vancouver de la Canada Place, salle des expositions à structure majoritairement en béton et connue pour sa structure membrane supportée par des mats. La surface totale de l'édifice est de 140897 m². La hauteur des mats est de 27 mètres[4]. Ouverture de l'exposition universelle.
- 13 octobre : clôture officielle de l'exposition universelle sur les transports et la communication (Expo 86) à Vancouver.

## Naissances

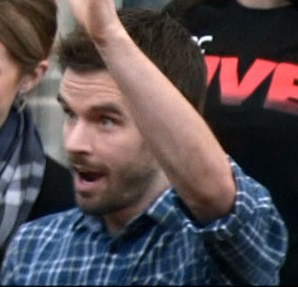
Graham Wardle en 2013

- 13 mars à Burnaby : Kris Chucko, joueur canadien de hockey sur glace.

- 20 juin à Burnaby : Michael Busto , joueur professionnel de hockey sur glace italo-canadien. Il évolue au poste de défenseur[5].

- 6 septembre à Mission: Graham Wardle[6], acteur, producteur et photographe canadien.

- 16 octobre à Victoria : Tim Crowder , joueur professionnel canadien de hockey sur glace.

- 2 novembre à Comox : Taylor Green , troisième but des Ligues majeures de baseball jouant pour les Brewers de Milwaukee.

- 19 novembre à Victoria : Michael Edward Saunders , voltigeur des Phillies de Philadelphie de la Ligue majeure de baseball. Il joue auparavant pour les Mariners de Seattle et les Blue Jays de Toronto, et représente ces derniers au match des étoiles 2016.

- 2 décembre à Abbotsford : Kyle Cumiskey, joueur professionnel canadien de hockey sur glace[7]. Il évolue au poste de défenseur[8]. Son frère Clayton Cumiskey joue dans la Ligue de hockey de l'Ouest.

## Décès
- 3 février à Nanaimo : Arthur St. Clair « Art » Chapman, né le 28 octobre 1912, à Victoria ,  joueur canadien de basket-ball. Il a joué lors des Jeux olympiques de 1936 avec son frère Chuck.